# Мамочка (фильм, 1995)
«Мамочка» — кинофильм 1995 года режиссёра Макса Коллинза, который также является и автором текста, по которому снят фильм.

## Сюжет
Пэтти МакКормакс психически одержима своей 12 летней дочерью Джессикой. Настолько, что когда Джессике не присваивают звание «Студент года» повторно, Пэтти решает убить учителя, который помешал девочке получить это звание. Она считает убийство «небольшим инцидентом», однако другие так не считают. Детектив, которому поручено это дело сразу назначает Пэтти главной подозреваемой.
Сумасшедшая мама убивает школьную уборщицу, которая могла дать нежелательные показания в полиции.

## В ролях
- Патриша Маккормак
- Джейсон Миллер
- Бринк Стивенс — Бет